# Marijana Radev
Marijana Radev (Constanţa, 21 novembre 1913 - Zagreb, 17 septembre 1973) est une chanteuse d'opéra croate.
Elle fit sa première apparition scénique en 1931 lors de la première à Zagreb du Conte de Noël de Rudolf Matz et ses débuts professionnels en 1938 à Trieste dans le rôle de Marina de Boris Godounov et au Théâtre national croate, en septembre de la même année, dans le rôle de Santuzza de Cavalleria Rusticana. Comme membre permanent ou invité de l'opéra de Zagreb jusqu'en 1971, elle tint quarante-quatre rôles et participa à environ six cents représentations.
En elle se retrouvaient toutes les caractéristiques essentielles d'une forte personnalité artistique : sens rythmique intense, musicalité raffinée, haute culture qui, jointes à une voix aux sombres reflets et à un don de l'expression dramatique, donnèrent naissance à d'impérissables créations, difficilement égalées depuis.
Bien qu'elle ait souvent été considérée avant tout comme la Carmen de Covent Garden en 1955, les critiques britanniques ayant alors souligné que, depuis l'époque de la célèbre Emma Calvé, aucune autre Carmen n'était parvenue à satisfaire ainsi toutes les exigences vocales et scéniques du rôle, elle se produisit également à la Staatsoper de Vienne et à l'Opéra Comique à Paris. Sa réputation internationale s'établit principalement sur son interprétation de la Comtesse dans La Dame de pique à la Scala de Milan en 1961 (enregistrement "live") et on la retrouve aussi dans des disques Deutsche Grammophon du Requiem de Verdi, du Stabat Mater de Rossini et de la Missa Solemnis de Beethoven.
À Zagreb, elle réalisa d'autres interprétations d'anthologie, Charlotte dans Werther, Amneris, Azucena, Kundry dans Parsifal, Gotovčeva Doma dans Ero du Paradis et Govedarka dans Morana de Gotovac, ou encore dans Orphée et Eurydice de Gluck. Elle fut une actrice majeure de grands événements et créations de l'opéra contemporain en Croatie. Elle chanta ainsi les rôles de Jela dans Équinoxe et Barbara dans L'Or de Zadar d'Ivan Brkanović, Lucrèce dans Le Viol de Lucrèce de Britten, Mila Gojsalića dans l'opéra éponyme de Gotovac, Baba la Turque dans The Rake's Progress de Stravinsky, Madame Flora dans Le Médium de Menotti et bien d'autres. Sa dernière apparition scénique remonte au 25 avril 1971, en mère aveugle dans la Joconde de Ponchielli, sous la baguette de Lamberto Gardelli, rôle dans lequel elle fit à nouveau la démonstration de son phrasé exemplaire et de sa suprême maîtrise
interprétative.